# Демеш, Лидия Владимировна
Лидия Владимировна Демеш (1930 или 1931 — август 1943) — белорусская партизанка, казнённая немецкими оккупационными властями во время Великой Отечественной войны.

## Биография
С началом Великой Отечественной войны Лида Демеш стала активным участником Оршанского подполья. Она собирала информацию о количестве вагонов на станции Орша, сведения об обстановке в городе, насыщенности немецких войск и их дислокации. Все эти сведения Лида передавала в партизанский отряд «Шамаринский» партизанской бригады «Чекист».
В одном из эпизодов, по заданию отряда вместе с разведчицей Валентиной Реутовой подорвала железнодорожный состав с топливом. В отряде Лиду называли «птенчиком».
Существуют несколько версий задержания Лиды: возможно причиной ареста стали действия провокатора, или после подрыва очередного эшелона Лида попалась при проведении рейда оккупантов. После ареста её пытали и в августе 1943 года расстреляли на Кобылиной горе в городе Орша.
Документ немецкой службы безопасности:

Русская Демеш Лидия обвинялась в оказании помощи партизанам. В процессе работы выяснилось, что она постоянно поддерживала связь со своей сестрой Олей, которая уже год находится в отряде. От сестры она получала магнитные мины для совершения диверсий. Она была арестована. Её мать арестовать не удалось, она сбежала в отряд. Согласно приказу — была расстреляна. В этот же день был расстрелян разведчик Борисов Иван 1915 года рождения из бригады Кирпича— Политическая служба безопасности. Отчёты ГОРП 1941-1943 гг

## Память
Пример подвига Лидии и её старшей сестры Ольги Демеш часто используется на школьных уроках Белоруссии, посвящённых Великой Отечественной войне, рассказ о них является частью школьной программы страны.
Именем разведчицы назван морской теплоход «Лида Демеш», который работал на Дальнем Востоке.

## Семья
Сестра Ольга, на три года старше Лиды, также была членом партизанского отряда. Отправила под откос семь вражеских эшелонов, имела на своём личном счету 20 уничтоженных солдат и офицеров противника. Награждена орденом Славы III степени и медалью «Партизану Отечественной войны» I степени. Брат Борис во время оккупации Орши был слишком маленьким, не принимал участия в боевых действиях. Мать Ефросинья Георгиевна, после расстрела Лиды, спасая брата Бориса, скрылась в партизанском отряде. Она была расстреляна позднее, в 1943 году. После войны Ольга Демеш (Вагина) и Борис Демеш жили в Тюмени.